# Ērgļi
Ērgļi är ett samhälle på Livländska höglandet i Lettland. På platsen vid floden Ogre fanns ett slott redan innan det Livländska korståget i början av 1200-talet. Det lettiska namnet Ērgļi (Эргли på ryska) stavades tidigare Erlaa och kan komma från tyskans Erlen (alar). Ērgļi har drygt två tusen invånare och är huvudort i kommunen Ērgļu Novads i landskapet Vidzeme.
Ērgļi ligger 171 meter över havet och Lettlands högsta berg, Gaiziņkalns, ligger två mil öster om Ergli.